# Олімпіонік
Олімпіо́нік — почесне звання переможця Олімпійських ігор у Стародавній Греції. За сучасними підрахунками за всю історію античних олімпійських ігор було проголошено 1029 імен олімпіоніків.

## Історія
За традицією, олімпіоніків проголошували у день змагань на стадіоні або іподромі, на знак визнання перемоги атлет отримував білу пов'язку. Церемонія нагородження відбувалась в останній день ігор біля Храму Зевса: елланодіки покладали вінки із гілок оливи на голови олімпіоніків поверх білих пов'язок. Глашатай гучно оголошував натовпу прихильників ігор ім'я переможця, ім'я його батька і назву міста, з якого прибув атлет. Аби віддячити богам за свою перемогу у змаганнях олімпіоніки встановлювали в Олімпії за власний кошт пам'ятники із написами. Першим, кому дозволили встановити своє приношення, був Клісфен, тиран Сікіона. Його квадрига перемогла на 52-й Олімпіаді 502 до н. е.
Імена олімпіоніків заносили у спеціальний список — бассикалій. У 4 столітті до н. е. перелік олімпіоніків за три століття по пам'яті склав грецький софіст, математик та оратор Гіппій Елідський. На список Гіппія орієнтувались вже давньогрецькі історики. Проте Полібій припускав, що насправді імена олімпіоніків записували тільки з 27 олімпіади, до того ж їх імена тримали лише в пам'яті. Після Гіппія список олімпійських героїв вели жерці Храму Зевса. Уславлених олімпіоніків минулих років часто запрошували на ігри для участі у традиційних урочистих церемоніях. Останнім з відомих олімпіоніків вважається Аврелій Зопір.

## Перші олімпіоніки
| Вид змагань                          | Ім'я              | Місто                | Олімпіада (роки)               |
| ------------------------------------ | ----------------- | -------------------- | ------------------------------ |
| Дромос (біг на стадій)               | Кореб             | Еліда                | 1-а Олімпіада (776 до н. е.)   |
| Дромос (ефеби)                       | Полінік           | Еліда                | 37-а Олімпіада (632 до н. е.)  |
| Діаулос (подвійний біг на стадій)    | Іпен              | Еліда                | 14-а Олімпіада (724 до н. е.)  |
| Доліхос (довгий біг)                 | Аканф             | Спарта               | 15-а Олімпіада (720 до н. е.)  |
| Боротьба                             | Еврібат           | Спарта               | 18-а Олімпіада (708 до н. е.)  |
| Боротьба (ефеби)                     | Гіппосфен         | Спарта               | 37-а Олімпіада (632 до н. е.)  |
| П'ятиборство                         | Лампій            | Спарта               | 18-а Олімпіада (708 до н. е.)  |
| П'ятиборство (ефеби)                 | Евтелід           | Спарта               | 38-а Олімпіада (628 до н. е.)  |
| Кулачний бій                         | Ономаст           | Смірна               | 23-й Олімпіада (688 до н. е.)  |
| Кулачний бій (ефеби)                 | Філет (Філот)     | Сібаріс              | 41-а Олімпіада (616 до н. е.)  |
| Перегони квадриг                     | Пагонд (Пагон)    | Фіви                 | 25-а Олімпіада (680 до н. е.)  |
| Панкратіон                           | Лікдам            | Сіракузи             | 33-я Олімпіада (648 до н. е.)  |
| Панкратіон (ефеби)                   | Фодім             | Александрія (Троада) | 145-а Олімпіада (200 до н. е.) |
| Стрибки верхових                     | Краксід (Кракс)   | Фессалія             | 33-я Олімпіада (648 до н. е.)  |
| Гоплітодром (біг гоплітів зі зброєю) | Дамарет (Демарет) | Герея                | 65-а Олімпіада (520 до н. е.)  |
| Перегони колісниць з парою коней     | Евагор            | Еліда                | 93-а Олімпіада (408 до н. е.)  |
| Конкурс глашатаїв                    | Тімай             | Еліда                | 96-а Олімпіада (396 до н. е.)  |
| Конкурс трубачів                     | Катес             | Еліда                | 96-а Олімпіада (396 до н. е.)  |

## 10 видатних олімпіоніків
Найбільш відомим і єдиним за всю історію стародавніх Олімпійських ігор атлетом, що перемагав на шести Олімпіадах поспіль був борець Мілон з Кротона (з 536 до н. е. до 520 до н. е.). Інший уславлений атлет — Леонід з Родоса, який здобув по 3 перемоги на 4 Олімпіадах поспіль. Серед олімпіоніків були й видатні давньогрецькі мислителі. Так, Піфагор був чемпіоном з кулачного бою, а Платон — в панкратіоні.
| Загальна кіль-ть перемог | Ім'я      | Місто             | Роки                  | Вид(и) змагань                     |
| ------------------------ | --------- | ----------------- | --------------------- | ---------------------------------- |
| 12                       | Леонід    | Родос             | 164-152 до н. е.      | біг (дромос, діаулос, гоплітодром) |
| 10                       | Геріодор  | Мегари            | 328—292 до н. е.      | конкурс трубачів                   |
| 8                        | Гермоген  | Ксанф в Лікії     | 81-89 до н. е.        | біг (дромос, діаулос, гоплітодром) |
| 7                        | Астіл     | Кротон / Сіракузи | 488—480 до н. е.      | біг (дромос, діаулос, гоплітодром) |
| 7                        | Нікокл    | Спарта            | 100-96 до н. е.       | біг (дромос, діаулос, гоплітодром) |
| 6                        | Гіппосфен | Спарта            | 632, 624–608 до н. е. | боротьба                           |
| 6                        | Мілон     | Кротон            | 540, 532–516 до н. е. | боротьба                           |
| 5                        | Хетомікл  | Спарта            | 604—588 до н. е.      | боротьба                           |
| 5                        | Філін     | Кос               | 264—256 до н. е.      | біг (дромос, діаулос)              |
| 5                        | Деметрій  | Саламін           | 229—237 до н. е.      | біг (стадій), п'ятиборство         |